# Simón de Alcazaba y Sotomayor
Simón de Alcazaba y Sotomayor (n. Reino de Portugal, 1470 - Puerto de los Leones de la Patagonia oriental, Imperio español, mayo de 1535) era un navegante y explorador portugués que fuera nombrado por el emperador Carlos V como adelantado y gobernador de Nueva León, y como tal fundara el primer asentamiento europeo en la Patagonia y el segundo en el actual territorio argentino, un año antes que Pedro de Mendoza intentara la primera fundación de Buenos Aires.

## Biografía hasta el viaje a Sudamérica

### Origen familiar y primeros años
Simón de Alcazaba y Sotomayor había nacido en el año 1470 en alguna parte del Reino de Portugal. Posteriormente pasó al servicio de la Casa de Habsburgo desde 1522.

### Capitulaciones con la Corona española

Capitulaciones de Toledo de 1529 de la reina española para Francisco Pizarro y Simón de Alcazaba

Capitulaciones españolas en Sudamérica establecidas en 1534

Por la Capitulación de Toledo firmada el 26 de julio de 1529 por la reina consorte Isabel de Portugal, esposa de Carlos V, se concedió a Francisco Pizarro 200 leguas hacia el sur desde la desembocadura del río Santiago (1°20'N a 9°57'S) para constituir la gobernación de Nueva León.
Desde el paralelo en el que terminaba la jurisdicción dada a Pizarro, se le otorgaban a Simón de Alcazaba y Sotomayor otras 200 leguas hacia el sur (hasta los 21°6,5' S), nombrándolo gobernador, capitán general, adelantado y alguacil mayor de la gobernación de Nueva León. Sin embargo, Alcazaba y Sotomayor no pudo realizar la expedición y el rey proyectó (entre 1530 y 1531) entregar los territorios desde Chincha hasta el estrecho de Magallanes a la familia Fugger de Alemania.
El 4 de mayo de 1534 el rey Carlos V amplió los territorios otorgados a Pizarro, extendiéndolos otras 70 leguas hacia el sur en territorios antes adjudicados a Alcazaba y Sotomayor alcanzando aproximadamente los 14°S.
El 21 de mayo de 1534 dicho soberano firmó otras tres capitulaciones para explorar y ocupar las tierras americanas, estableciéndose provincias o gobernaciones de 200 leguas de extensión norte-sur entre ellas la gobernación de Nueva León, otorgada a Simón de Alcazaba y Sotomayor, también desde el océano Atlántico al Pacífico, al sur del paralelo 35°S hasta el estrecho de Magallanes a los 48°22,25'S.
Parte del texto de la Capitulación de Simón de Alcazaba (1529):

Primeramente, que vos darémos licencia, como por la presente vos la damos, para que en nuestro nombre e de la corona real de Castilla, podais conquistar, pacificar i poblar las tierras i provincias que hobiere por la dicha costa del mar del Sur en las dichas doscientas leguas mas cercanas a los limites de la gobernacion que tenemos encomendada al dicho don Pedro de Mendoza, lo cual hayais de facer dentro de seis meses desde el dia de la fecha desta, estando a la vela con los navíos necesarios para llevar, i que lleveis en ellos, ciento i cincuenta hombres destos nuestros reinos de Castilla y de otras partes permitidas; i dentro de año i medio i en adelante luego siguiente, seais tenido i obligado a proseguir e fenecer el dicho viaje con otros cien hombres, con las personas relijiosas e clérigos, e con los nuestros oficiales, que para conversion de los indios a nuestra santa feé i buen recaudo de nuestra hacienda, vos serán dados i señalados por nuestro mandado, a los cuales relijiosos habeis de dar i pagar el flete i matalotaje i los otros mantenimientos necesarios, conforme a sus personas, todo a vuestra costa, sin por ello les llevar cosa alguna durante toda la dicha navegacion, lo cual mucho vos encargamos que así hagais i cumplais, como cosa del servicio de Dios i nuestro, porque de lo contrario, nos terníamos de vos por deservidos (...)

### Expedición a la Patagonia
Juan de Mori, que ocupó cargos importantes entre los navegantes, entre ellos el de tutor del hijo bastardo menor de Alcazaba, escribió una Relación de lo ocurrido en la expedición de Simón de Alcaçaba al estrecho de Magallanes, desde que salió de Sanlúcar de Barrameda hasta que llegó a Santo Domingo.
Alcazaba partió del puerto de Sanlúcar de Barrameda el 21 de septiembre de 1534 al mando de una expedición de 250 hombres en dos naves, la que él mismo comandaba, Madre de Dios, y la San Pedro, que llevaba como capitán a Rodrigo Martínez.
A principios de enero de 1535 la nave San Pedro recaló en la actual bahía Gil y se abastecieron de carne y grasa de lobo marino y pescado, y la Madre de Dios alcanzó a finales de mes el estrecho de Magallanes hasta la primera angostura con la idea de cruzar al Pacífico, pero la situación climática se lo impidió y la expedición retornó hacia el norte bordeando la costa atlántica hasta regresar a la dicha bahía.

## Adelantado y gobernador de Nueva León

### Fundación de Puerto de los Leones
El 24 de febrero de 1535 el adelantado Alcazaba se hizo jurar como gobernador de Nueva León y fundó en la actual caleta Hornos de la ya citada bahía —a 29 kilómetros al sur de la actual localidad de Camarones de la provincia del Chubut— un establecimiento llamado «Puerto de los Leones».

"Durante diez días estuvieron levantando un poblado, con una pequeña iglesia donde todos los días se rezaba misa. El 9 de marzo de 1535, el adelantado hizo formar a la tropa, junto a los pobladores, se bendijeron las banderas y leyendo las disposiciones reales, hizo jurar fidelidad a todos al rey y a él como gobernador. Quedó por lo tanto fundada la provincia de Nueva León y se inició inmediatamente una caravana hacia el interior”.

Poco tiempo después, Alcazaba y 200 hombres partieron al interior de la Patagonia oriental para intentar avistar al Pacífico por tierra y llegaron al actual río Chico que llamaron Guadalquivir, en donde contactaron con aborígenes tehuelches que los guiaron durante diez días hacia una supuesta ciudad llena de oro.

### Fallecimiento por amotinados
Lamentablemente solo encontraron tierras desoladas y esto provocó tal furia en sus soldados debido al cansancio, al hambre y al enfado de haber caminado demasiados kilómetros y no haber logrado el objetivo de la expedición, que al regresar al establecimiento se formó un motín en abril y otro en mayo de 1535, en el cual finalmente Simón de Alcazaba sería asesinado.

### Últimos pobladores del establecimiento
Dicho establecimiento fue abandonado por los amotinados el 17 de junio del mismo año, dejando algunos habitantes que habían sido desterrados, los cuales sobrevivirían hasta finales del mismo año.